# مايك بار (لاعب كرة قدم أمريكية)
مايك بار (بالإنجليزية: Mike Barr)‏ هو لاعب كرة قدم أمريكية أمريكي، ولد في 8 ديسمبر 1978 في لينشبرغ في الولايات المتحدة.

## وصلات خارجية
- مايك بار على موقع مرجع كرة القدم المحترفة.كوم (الإنجليزية)